# パワー・ポップ
パワー・ポップ（Power pop）とは、ロックの形態の一種である。ポップなメロディと、はじけるようなサウンドが特徴となっている。イギリス、アメリカで1970年代に発生した。

## 概要
一般的には1960年代のビートルズ等に代表されるブリティッシュ・ロックを起源としており、イギリスで発生したジャンルとも言える。
オールミュージックは、このスタイルを「ザ・フーの歯ごたえのあるハードロックと、ザ・ビートルズとザ・ビーチボーイズの甘いメロディシズムとの間のクロスであり、ザ・バーズの鳴り響くギターが適切に投入されている」と説明している。
ちなみに「パワー・ポップ」という呼称は、ザ・フーのピート・タウンゼントが、自分たちのサウンド・スタイルをそう呼ぶようになったのが発端だと言われている。それ以降、「ポップ・ロックやグラム・ロック、パンクなどの中で、はじけるようにポップなサウンドが特徴の音楽」を、「パワー・ポップ」と呼ぶようになった。 パワー・ポップは1970年代に全盛期を迎えた。

## 歴史

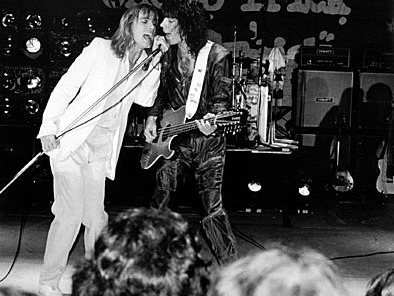
チープ・トリックのライブ
(1978年)

パワーポップの出発点は1960年代のザ・フーのサウンド・スタイルであり、彼らに影響を受けたザ・ムーヴやナッズらがそれに続いた。しかし、パワーポップのジャンルを確立した元祖とされているバンドは、1970年代初期にビートルズの流れを引き継ぎながら、ポップで適度にハードなサウンドを奏でていたバッドフィンガー、ラズベリーズである。
同時期には当時は無名だったビッグ・スターがデビューし、1970年代中頃にはドワイト・トゥイリー・バンド、ビー・バップ・デラックス、パイロットなども登場した。ただし、70年代前半はパワー・ポップというジャンルがレコード会社や音楽産業において脚光を浴びることは少なった。ドワイト・トゥイリー・バンド、とパイロットはヒット曲を持っている。
1970年代後半になると、アメリカでは1978年のカーズやチープ・トリック、1979年のザ・ナックなど、メジャーなヒットを飛ばすバンド群が、パワー・ポップとして人気を博すようになった。その後も、フレイミン・グルーヴィーズ、プリムソウルズ、ルビナーズ、20/20など、後続のバンド達もアメリカから次々と登場し、1970年代末をパワー・ポップ黄金期と呼ぶ「一部の」音楽評論家まで登場したが、これはあくまでも少数意見である。
一方、同時代のイギリスでは、トム・ロビンソン・バンドや、スージー・アンド・ザ・バンシーズ、ニック・ロウ、XTC、プリテンダーズ、ブラム・チャイコフスキーなどのパンク、ニュー・ウェイヴ勢の一部が、メロディアスでポップなパワー・ポップを演奏していた。
1980年代前半から中頃にかけては、マーシャル・クレンショウやロマンティックスが、1970年代を想起させるパワー・ポップを発表した。また1980年代後半には、マシュー・スウィートやヴェルヴェット・クラッシュなどが登場した。しかし、いずれのミュージシャンも一定の人気はあるものの、商業的には大きな成功を収められず、パワー・ポップ自体も1970年代の『パワー・ポップ黄金期の十年』当時の勢いを失っていった。
1990年代初頭には、グランジ/オルタナティヴ・ロックに注目が集まった。パワー・ポップ・バンドではザ・ポウジーズ、ティーンエイジ・ファンクラブ、ジェリー・フィッシュといったバンドが登場した。ウィーザーは、パワー・ポップ・バンドとしてヒットも出すことができた。
2000年以降になると、ファウンテインズ・オブ・ウェインやオール・アメリカン・リジェクツなどのバンド達が登場し始めた。特にオール・アメリカン・リジェクツは、若い世代のファンを獲得し、ヒットを記録した。